# VOB/A
Die VOB/A, vollständiger Titel VOB Vergabe- und Vertragsordnung für Bauleistungen – Teil A: Allgemeine Bestimmungen für die Vergabe von Bauleistungen, sind traditionsreiche durch Auftraggeber- und Auftragnehmerverbände gemeinsam entwickelte und laufend fortgeschriebene Bestimmungen, die die Vergabe von Bauleistungen in Deutschland regeln. Sie werden als DIN 1960 herausgegeben. In Deutschland ist die VOB/A für Vergaben der öffentlichen Hand und von Sektorenauftraggebern verpflichtend. Andere Auftraggeber orientieren sich vielfach an den Regelungen der VOB/A.
Die VOB/A ist einer von drei Teilen der Vergabe- und Vertragsordnung für Bauleistungen (VOB) (früher: Verdingungsordnung für Bauleistungen). Die VOB wurde 1926 geschaffen und wird heute vom Deutschen Vergabe- und Vertragsausschuss für Bauleistungen (DVA) laufend den aktuellen Gegebenheiten angepasst.

## Inhalt
Zu unterscheiden sind Vergaben oberhalb und unterhalb der Schwellenwerte, für die unterschiedliche Verfahrensregeln gelten.
Ab den Schwellenwerten gelten die Regeln des „Government Procurement Agreement“ (GPA) in der Form, wie sie in das deutsche Recht übernommen wurden.
Das „Government Procurement Agreement“ – auf Deutsch „Übereinkommen über das öffentliche Beschaffungswesen“ – ist eine Vereinbarung der Europäischen Union und 13 weiterer Mitglieder der Welthandelsorganisation (das sind Kanada, Hongkong-China, Island, Israel, Japan, Korea, Liechtenstein, die niederländische Karibikinsel Aruba, Norwegen, Singapur, Schweiz, Taiwan, USA) über die diskriminierungsfreie, transparente und rechtsstaatliche Vergabe von öffentlichen Aufträgen.
In dieser Vereinbarung ist die Auftragshöhe, ab der die Regeln gelten sollen – die sogenannten Schwellenwerte –, in „Special Drawing Rights“ (SDR) – auf Deutsch: Sonderziehungsrechten (SZR) – festgeschrieben, zum Beispiel 200.000 SZR für Lieferleistungen und 5.000.000 SZR für Bauleistungen. Hier sind auch die Fristen für die Bearbeitung der Angebote, die Modalitäten für die Veröffentlichung der Ausschreibungen sowie der Ausschluss von Bietern wegen Korruption, Geldwäsche oder Unterstützung einer terroristischen Vereinigung geregelt. Im Gegensatz zur damaligen Auffassung im deutschsprachigen Raum, wonach die Bieter keinen einklagbaren Rechtsanspruch auf ein fehlerfreies Vergabeverfahren hatten, wurde hier für die Bieter ein Klagerecht vor einem unabhängigen Gericht auf Einhaltung der Vergaberegeln festgeschrieben.
Gemäß den im Government Procurement Agreement übernommenen Verpflichtungen zur Vereinheitlichung der Vergabeverfahren hat die Europäische Union gegenüber ihren Mitgliedstaaten Richtlinien erlassen, wie diese ihre nationalen Vergabeverfahren an die neuen Regeln anpassen müssen. Bieter aus allen GPA-Staaten dürfen sich an den Ausschreibungsverfahren beteiligen und ihre Angebote müssen diskriminierungsfrei gewertet werden.
Der Gegenwert der Schwellenwerte in den europäischen Währungen Euro, Pfund, Kronen usw. wird alle zwei Jahre von der EU entsprechend den Wechselkursschwankungen neu berechnet und veröffentlicht (siehe Artikel 78 der EU-Richtlinie 2004/18/EG). Die letzte Angleichung erfolgte durch die Verordnung Nr. 2170/2015 vom 24. November 2015  ist seit dem 1. Januar 2016 gültig. Da § 2 Vergabeverordnung unmittelbar auf die Werte der (angepassten) Richtlinien Bezug nimmt, erlangen diese Schwellenwerte damit unmittelbar Geltung im deutschen Recht. Für Bauleistungen beträgt der Schwellenwert nun 5.548.000 €.
In Deutschland sind bei Bauleistungen diese Regeln für Öffentliche Auftraggeber in den a-Paragrafen des Abschnittes 2 der VOB/A eingearbeitet. Regelungen, die nach deutschem Recht eines Gesetzes oder einer Verordnung bedürfen, sind im 4. Teil des Gesetzes gegen Wettbewerbsbeschränkungen (GWB) bzw. der Vergabeverordnung (VgV) geregelt.
Bei Vergabeverfahren unterhalb der Schwellenwerte – die etwa 90 % aller Auftragsvergaben ausmachen – gilt nur nationales Recht. Maßgebend für die Vergabe sind das Haushaltsrecht des Bundes und der Länder und Verwaltungsvorschriften, die die Anwendung der VOB/A (Basisparagraphen) vorschreiben. Der formelle Rechtsschutz nach dem GWB besteht nicht, allerdings können Fach- oder Rechtsaufsichtsbehörden als Nachprüfungsstellen formlos angerufen werden.
Beteiligen dürfen sich Bieter aus dem gesamten „Europäischen Wirtschaftsraum“ (EWR), der neben den 27 Mitgliedsländern der Europäischen Union auch Island, Norwegen und Liechtenstein umfasst. Die Schweiz ist durch ein separates Abkommen eingebunden. Die Rechtsgrundlage hierfür ergibt sich aus dem Einigungsvertrag zur Europäischen Wirtschaftsgemeinschaft, der Einigung zum (EWR) und dem separaten Abkommen mit der Schweiz.

### Vergabearten
Die Arten der Vergabe sind in den §§ 3 und 3a der VOB/A genannt. Es sind dies:
Die Öffentliche Ausschreibung – ab Erreichen der Schwellenwerte Offenes Verfahren genannt. Hierbei werden Bauleistungen im vorgeschriebenen Verfahren nach öffentlicher Aufforderung einer unbeschränkten Zahl von Unternehmen zur Einreichung von Angeboten vergeben.
Sie muss stattfinden, soweit nicht die Eigenart der Leistung oder besondere Umstände eine Abweichung rechtfertigen.
Die Beschränkte Ausschreibung – ab Erreichen der Schwellenwerte Nichtoffenes Verfahren genannt. Hierbei werden Bauleistungen im vorgeschriebenen Verfahren nach Aufforderung einer beschränkten Zahl von Unternehmen zur Einreichung von Angeboten vergeben, gegebenenfalls nach öffentlicher Aufforderung, Teilnahmeanträge zu stellen (Beschränkte Ausschreibung nach Öffentlichem Teilnahmewettbewerb).
Die Beschränkte Ausschreibung kann erfolgen,
1. bis zu folgendem Auftragswert der Bauleistung ohne Umsatzsteuer:
a) 50.000 Euro für Ausbaugewerke (ohne Energie- und Gebäudetechnik), Landschaftsbau und Straßenausstattung,
b) 150.000 Euro für Tief-, Verkehrswege- und Ingenieurbau,
c) 100.000 Euro für alle übrigen Gewerke,
2. wenn eine Öffentliche Ausschreibung kein wirtschaftliches Ergebnis gehabt hat,
3. wenn die Öffentliche Ausschreibung aus anderen Gründen (z. B. Dringlichkeit, Geheimhaltung) unzweckmäßig ist.
4. Beschränkte Ausschreibung nach Öffentlichem Teilnahmewettbewerb ist zulässig,
a. wenn die Leistung nach ihrer Eigenart nur von einem beschränkten Kreis von Unternehmen in geeigneter Weise ausgeführt werden kann, besonders wenn außergewöhnliche Zuverlässigkeit oder Leistungsfähigkeit (z. B. Erfahrung, technische Einrichtungen oder fachkundige Arbeitskräfte) erforderlich ist,
b. wenn die Bearbeitung des Angebots wegen der Eigenart der Leistung einen außergewöhnlich hohen Aufwand erfordert.
Die Freihändige Vergabe – ab Erreichen der Schwellenwerte Verhandlungsverfahren genannt – ist zulässig, wenn die Öffentliche Ausschreibung oder Beschränkte Ausschreibung unzweckmäßig ist, besonders:
1. wenn für die Leistung aus besonderen Gründen (z. B. Patentschutz, besondere Erfahrung oder Geräte) nur ein bestimmtes Unternehmen in Betracht kommt,
2. wenn die Leistung besonders dringlich ist,
3. wenn die Leistung nach Art und Umfang vor der Vergabe nicht so eindeutig und erschöpfend festgelegt werden kann, dass hinreichend vergleichbare Angebote erwartet werden können,
4. wenn nach Aufhebung einer Öffentlichen Ausschreibung oder Beschränkten Ausschreibung eine erneute Ausschreibung kein annehmbares Ergebnis verspricht,
5. wenn es aus Gründen der Geheimhaltung erforderlich ist,
6. wenn sich eine kleine Leistung von einer vergebenen größeren Leistung nicht ohne Nachteil trennen lässt.

Freihändige Vergabe kann außerdem bis zu einem Auftragswert von 10.000 Euro ohne Umsatzsteuer erfolgen.
Der § 3a kennt außerdem noch den Wettbewerblichen Dialog. Ein Wettbewerblicher Dialog ist ein Verfahren zur Vergabe besonders komplexer Aufträge. In diesem Verfahren erfolgen eine Aufforderung zur Teilnahme und anschließend Verhandlungen mit ausgewählten Unternehmen über alle Einzelheiten des Auftrags. Nähere Einzelheiten siehe § 3a der VOB/A.

### Neufassung 2009
Vom DVA (Deutscher Vergabe- und Vertragsausschuss für Bauleistungen) wurde im Mai 2009 die Neufassung der VOB/A beschlossen. Sie ist nach Inkrafttreten der Änderung der Vergabeverordnung (VgV) am 11. Juni 2010 durch die deutschen Bundesbehörden ab diesem Datum anzuwenden.
Die VOB/A sieht in der neuen Fassung 2009 erstmals bundesweit einheitliche Wertgrenzen für beschränkte und freihändige Vergaben vor. Außerdem ist als Erleichterung für Bieter vorgesehen, den Eignungsnachweis verstärkt durch einen Eintrag in der Präqualifizierungsliste zu erbringen. Eine solche Liste wird vom Verein für die Präqualifizierung von Bauunternehmen geführt und kann vom Auftraggeber direkt im Internet abgerufen werden. Auch sollen beispielsweise fehlende Erklärungen bei Angeboten künftig kurzfristig nachgefordert werden können, so dass in diesen Fällen kein zwingender Ausschluss des Angebotes mehr erforderlich wäre.

### Neufassung 2012
Eine weitere Neufassung der Abschnitte 2 und 3 der VOB/A wurde am 2. Dezember 2011 im Bundesanzeiger veröffentlicht. Diese sind seit dem 19. Juli 2012 bei der Vergabe von Bauleistungen anzuwenden.

### Neufassung 2016
Die Neufassung der VOB/A, die am 18. April 2016 in Kraft trat, dient der Umsetzung der Richtlinie 2014/24/EU des Europäischen Parlaments und des Rates vom 26. Februar 2014 über die öffentliche Auftragsvergabe. Zusammen mit der Richtlinie 2014/23/EU (Konzessionsvergabe) und Richtlinie 2014/25/EU (Sektorenauftraggeber) stellen sie eine umfassende Überarbeitung des europäischen Vergaberechts dar.

### Neufassung 2019
Die Neufassung der VOB/A vom 31. Januar 2019 wurde am 19. Februar 2019 im Bundesanzeiger bekannt gemacht.